# Histoire de l'Occitanie de 1900 à 1940
 (septembre 2017).
Cet article est un panorama de l'Occitanie avant l'occupation allemande.

## Le régionalisme
Le régionalisme français de la fin du XIXe siècle et du début du XXe siècle bénéficie, entre autres, de l'action de l'École française de géographie, créée par le languedocien Paul Vidal de la Blache (1845-1918), professeur à la Sorbonne de 1898 à 1909, fondateur de la revue Annales de géographie et auteur de États et nations de l'Europe autour de la France (1889), ouvrage qui rencontre un écho favorable aussi bien en France qu'en Europe.
En 1898, Charles Maurras (1868-1952) publie L'Idée de décentralisation, un mélange de fédéralisme proudhonien, de corporatisme saint-simonien et de positivisme à la Auguste Comte, dans lequel il défend la reconnaissance des cultures locales dans une monarchie fédérative fondée sur la liberté des provinces et municipalités. Avec Frédéric Amouretti (1863-1903), il fonde la Ligue de la patrie française et la revue Réveil de Provence qui expose ses idées. En 1899, il part à Paris, où il fait la connaissance de Maurice Barrès (1862-1923), qui a élaboré la théorie de l'enracinement régional permettant l'expansion de l'individu dans son cadre naturel. Cette même année, ils fondent le journal L'Action Française, dont se rapprochent beaucoup de félibres.
En 1905, Maurras participe aussi à la Ligue de Décentralisation, de ligne radicale, qui peu après se transforme en la Fédération Régionaliste Française (FRF), dirigée d'abord par le même Maurras, puis par Joan Carles-Brun (1870-1946), auteur de Le Régionalisme (1911) et de Qu'est-ce que le régionalisme (1936), et par Jùli Rounjat (1864-1925), linguiste, auteur de "L'ourtogràfi prouvençalo" (1908) (tentative d'unification de la grammaire occitane). Ce groupe appuie d'abord l'Action Française, mais le départ définitif de Maurras pour Paris le prive d'un dirigeant.
La FRF recueille la tradition "proudhoniana" et du "félibritge" fédéral de Paris, et elle reçoit le soutien aussi bien de Barrès que de Jean Hennessy et de Joseph Paul-Boncour, juristes et philologues. Elle essaie d'opérer comme groupe de pression et de promouvoir la présentation de projets de loi de la part de députés des différents partis en faveur d'une régionalisation administrative, pour ainsi créer un état d'esprit favorable à la restructuration territoriale. Le programme de 1901, assez éclectique, propose de créer des régions homogènes avec des compétences administratives et économiques, ainsi que dans les municipalités, de décentraliser l'éducation et de promouvoir les traditions locales. Le programme est assez vague et son efficacité politique ne peut éviter les divergences entre les monarchistes et les républicains, entre fédéralistes et décentralisateurs, et par conséquent, il est assez réduit.
La dernière opportunité perdue par les "felibrencs" en politique se produit dans l'année 1907, quand la crise des vignerons du Languedoc les amène à une révolte ouverte contre le gouvernement de Georges Clemenceau. Ses meneurs, le syndicaliste occitan Marcelin Albert et le maire socialiste de Narbonne, Ernest Ferroul, les convoquent à Carcassonne. Ferroul y chante le chant de la croisade devant les manifestants. Ils reçoivent le support de Pierre Devoluy (1862-1932), qui essaie de convaincre Frédéric Mistral de leur donner sa bénédiction, et le cardinal de Montpellier, Rovérié de Cabrières (1830-1921), de sympathiser avec les félibres. Ferroul en vient même à supplier à genoux Mistral de se mettre à la tête du mouvement, mais celui-ci refuse en même temps qu'il neutralise les activités du félibre et sanctionne l'hétérogénéité interne. Le mouvement est mis de côté et très durement réprimé par Clemenceau, même si quelques-unes des améliorations revendiquées sont acceptées.

## Évolutions économique et sociale

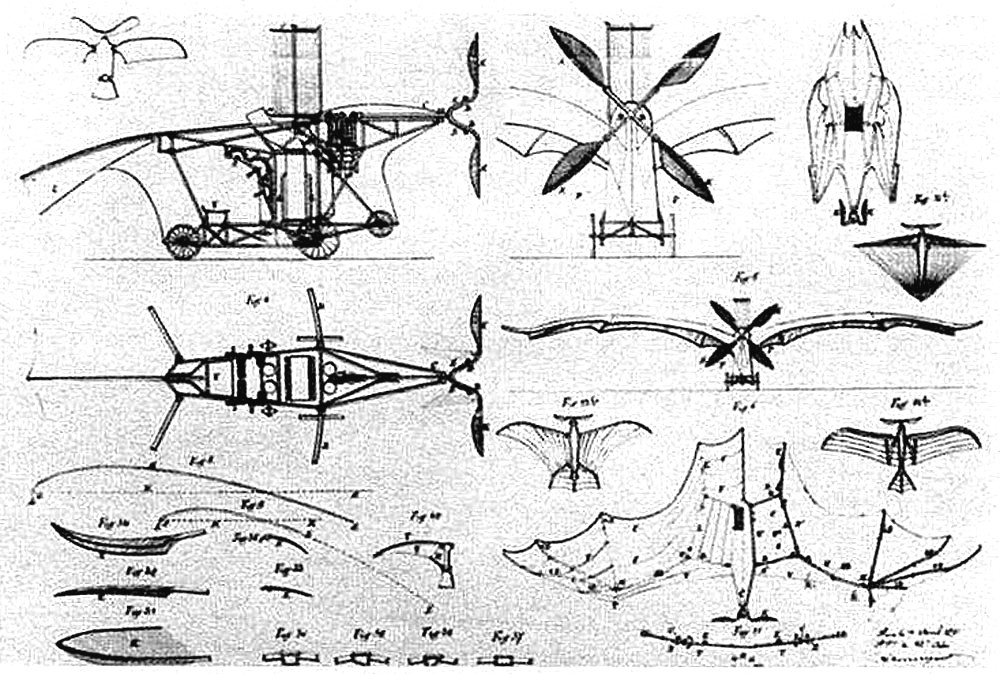
Dessin du brevet déposé par Clément Ader.

Trois faits marquent l'évolution occitane dans cette première moitié de siècle : la guerre de 1914, la francisation de l'école publique, et le défaut d'une structure économique propre.
D'une part, en 1897, un Languedocien de Muret, Clément Ader (1841-1925) fabrique le premier avion à Tolosa de Llenguadoc. Déjà en 1866 il a créé un prototype, l'Éole, en moteur à vapeur, qui décolle pour la première fois en 1890. Le 14 octobre 1897, au champ de Satory (Versailles), il a roulé 60 mètres, et parcouru 150 mètres en vol court et plus de 300 en plein air. La paternité de l'invention a été disputée entre Ader et les frères Orville et Wilbur Wright. Ader reste le précurseur de l'aviation en Europe, et cela a facilité 1914 et 1918 la construction par le jeune entrepreneur toulousain Latécoère d'avions militaires. En même temps, Didier Daurat fonde à Toulouse l'Aéropostale, première entreprise de transport aérien avec l'Amérique du sud via Barcelone, Alicante, Casablanca et Dakar.
D'autre part, la Guerre du 1914-1918 enrôle la fleur et la crème de la jeunesse occitane (ou bretonne, ou autre), vite chair à canon, ce qui provoque dès 1917 un fort mouvement de désertions massives. Mais la guerre prend également de nombreuses ressources, dont le charbon du Massif Central. En 1916 l'entreprise Charbonneries de Barjac est fondée à Gard, près d'Alès, pour renforcer l'exploitation de charbon. Mais dès 1920, la décroissance commence. La porcelaine de Limoges, qui employait 8 000 travailleurs en 1920, n'en emploie plus que la moitié en 1938. Les deux principales banques locales occitanes, la Banque Castelnau de Montpellier et la Banque Gaidan de Nîmes, emportent le capital à Paris, en commençant ainsi la décapitalisation régionale, qui à la longue provoque le défaut d'investissements propres. Pourtant, en 1924, se fonde à Tolosa l'Office Nationale Industriel de l'Azote, secteur chimique étatique, qui depuis lors est le seul à investir au pays.
De plus, en 1936 on établit 36 000 Italiens dans les départements du Gers et de la Garonne, qui n'apprendront pas l'occitan, ce qui accélérera à la longue le processus de substitution linguistique.
Les politiciens occitans sont à la fois déjà pleinement intégrés dans la politique française, et ont fait de leurs origines occitanes un simple aspect folklorique. C'est le cas de :
- Théophile Delcassé (1882-1936) de Pamiers, ministre d'affaires extérieures en 1914-1915, de la marine en 1911-1913, et des colonies en 1893-1895 ;
- du limousin Marie-François Sadi Carnot (1837-1894), président de la République de 1887 à 1894 ;
- du provençal Gaston Doumergue (1863-1937) du Parti Radical, et président de la république de 1924 à 1936 ;
- du provençal Édouard Daladier (1884-1970), radical-socialiste, chef du gouvernement en 1934 et 1938-1940 et ministre de la guerre en 1932 et en 1936-1937 et des Travaux publics en 1930-1931, de triste souvenir pour être le signataire français du Pacte de Munich de 1938, et qui en 1943 a été déporté en Allemagne par les occupants nazis ;
- et du marin gascon Jean-François Darlan (1881-1942) amiral en 1929 et responsable de la flotte française en 1939, qui fut en 1941-42 vice-président du Gouvernement de Vichy jusqu'à son départ pour Alger, et son assassinat.

Quant à la culture occitane en français, dans ces années, les principaux acteurs sont :
- le provençal Jean Giono (1895-1970), auteur de la Trilogie de Pan (1926-1930) où il chante le sous-développement occitan sans donner, cependant, les noms|prénoms des responsables, en un français plein de provençalismes, et en louant les vertus du monde rural contre le machinisme et le monde urbain,
- le directeur de cinéma provençal, remarquable, Marcel Pagnol, Marcèu Panhol (1895-1974), avec des évocations de mœurs de Marselha de la trilogie de films Fanny (1932), Marius (1931) et César (1937), mais sans réussir à créer un cinéma national, bien qu'en français,
- le languedocien Louis Feuillade (1874-1925) auteur de films comme Les vampires (1915), La vie telle qu'elle est (1911-1913) et Fantômas (1913-1914), à Paris,
- le gascon Louis Delluc (1890-1924), auteur des films Fièvre (1921), L'inondation (1924) ou La femme de nulle partie (1922), à Paris.
- les poètes provençaux René Char (1907-1988), avec les livres Seuls demeurent (1945), Les matinaux (1950) et Lettera amorosa (1953), et Paul Valéry (1871-1945), considéré comme une grande gloire des lettres françaises, auteur des poèmes Le cimetière marin (1920), La jeune parque (1917) et Variété (1924-1944), dialogue d'aspect socratique.

Après la guerre on mettrait en évidence le nîmois Jean Marie Le Clézio (1940), défenseur des langues minoritaires, et auteur de Le procès-verbal (1963), La fièvre (1965), Le déluge (1966) et le livre Depuis des fruits (1969).
Aussi, la géographie humaine régionale, fondée par Louis Vidal de la Blache, a des continuateurs occitans, comme le toulousain Jean Brunhes (1869-1930), auteur de la Géographie humaine de la France (1926-1930), et le limousin Pierre Deffontaines (1894-1878), membre de l'Institut d'Études Catalanes.

## Situation politique dans les années 1920
En ce qui concerne le régionalisme, en conséquence de la réorganisation territoriale menée à bien après la Guerre en 1918, les doctrines du régionalisme économique reprennent à nouveau de la force, en faveur de la restructuration étatique en régions économiques homogènes afin d'éviter la bureaucratisation et d'améliorer l'efficacité administrative. Mais toutes les réponses dans ce sens échouèrent.
Le FRF, dirigé depuis 1901 par Louis-Xavier de Ricard, maintiendrait assez d'activité pendant la période 1922-1926 grâce l'influence qu'exerça entre autres parlementaires Jean Hennessy, radical modéré. En 1919 il présenta une proposition de loi qui aspirait à une régionalisation plus profonde, mais échoua aussi. En 1926 le gouvernement radical se proposa de mettre en pratique un processus de décentralisation, mais plus tard le freina à cause du surgissement de partis nationalistes périphériques, et la force de ceux en Alsace. Paul Boncour, fédéraliste convaincu, fut ministre d'affaires extérieures et de guerre en 1933, et ne présenta alors plus aucune initiative dans ce sens. Pour sa part, la SFIO (socialiste) maintenait une position jacobiniste, et seulement le PCF maintenait une certaine compréhension du problème. De cette manière, entre 1900 et 1914 on présenta beaucoup de projets de loi, aussi bien que nombreuses sympathies individuelles, mais sans aucun résultat pratique. La création à Toulouse de l'Institut des Llengües Méridionales s'obtiendrait seulement en 1913, avec la bibliothèque la plus riche en langue d'oc.
En 1930 il se formerait une nouvelle tendance fédéraliste non conformiste, avec les revues Esprit (1932) d'Emmanuel Mounier (1905-1950) de Grenoble, créateur du personnalisme, et L'Ordre Nouveau (1933), idéologiquement hétérogène (avec le chrétien Mounier, Alexandre Marc, Denis de Rougemont (1906-1985), Suisse de Neuchâtel et fédéraliste pan-européen, Arnaud Dandieu et Raymond Aron (1905-1983), parisien libéral). Refus au capitalisme, libéralisme et socialisme, il se caractérise par le personnalisme en faveur de l'autonomie de l'individu et sa libre association en sphères ascendantes garantissant la liberté, et envisageait le fédéralisme territorial et de corporations économiques comme un frein à la dictature et à l'uniformité.
Ainsi, ils reformulent le régionalisme maurrasien en faveur d'une indéfinie Europe des Patries, formée par des unités déterminées sur des critères ethniques. Par rapport à ce groupe, un groupe dissident de la Fédération régionaliste française (FRF) de 1921, avec à sa tête Eugène Poitevin se montre, s'affiche dans la revue Le Fédéraliste (1921-1938), où collaborent des nationalistes bretons, occitans, basques et alsaciens, en même temps qu'il prête attention à la politique de nationalités de la Société des Nations.
D'autre part, sur le terrain linguistique, la scolarisation progressive et répressive contre les langues minoritaires provoque la honte du patois, en même temps qu'elle casse la courroie de transmission traditionnelle linguistique, difficulté aggravée par le fait que les nouveaux arrivants s'établissent au pays, et majoritairement n'apprennent plus l'occitan.

## L'occitanisme dans les années 1920
Le felibritge, enfermé dans un esthéticisme de salon ou un folklorisme localiste, malgré les efforts de Devoluy et Bernard, avec les revues Prouvènço (1905-1906) et Vivo Prouvènço (1907-1914), pousse les plus jeunes vers la recherche de nouvelles possibilités alternatives.
La première bataille a lieu pour une langue unifiée au niveau de l'écrit, puisque tous les secteurs progressistes s'opposent au rodanenc utilisé par les felibres. Déjà en 1895 le p. Josèp Ros publie une Grammaire Limousina, pour une langue unifiée la plus proche possible de celle des anciens troubadours. Dans le numéro 9 de la revue Mount Segur de 1889, le jeune grammairien languedocien Antonin Perbosc (1861-1944), ami de Jaurès et influencé par le parnasse, propose les thèses d'unification linguistique dans le même sens. Perbosc et son ami Prosper Estieu (1860-1939)  fondent en 1904 l'École Occitane, qui ne commence à fonctionner qu'en 1919. En 1920, on ne publie pas la première esquisse de grammaire occitane unifiée, basée sur la langue des troubadours, mais limitée à la région de Tolosa et au Llenguadoc. À la fois, on devait affronter, d'une part, le mistralisme à outrance des Provençaux Devoluy et Suly-Andrièu Peyre, et d'autre part le gascon Escolo Gaston Febus, qui a ses propres idées sur la grammaire.
Pendant cette période, on fonde aussi de nombreuses revues, comme je Le Fends (1909-1911), par Filadelfa de Gerda, Estieu et Bernard ; La Regalido (1909), Lou Secret (1918) et Marsyas (1921) de Suli-Andrièu Peyre, avec des nouvelles, Gai Savoir et en Tant que Nous. Quant au mouvement occitaniste, le poids de la ruralité, du traditionalisme et du conservatisme le révèle aussi aux Jeux Floraux de Tolosa. Cette désarticulation interne de l'occitanisme et l'étanchement dans la politique culturelle va durer jusqu'aux années 1930.
Pendant la Première Guerre mondiale, le mouvement occitaniste est encore concentré dans l'activité folklòrico-literària, sans parvenir à un étendard linguistique moderne et sans définitions politiques spécifiques, et le localisme régional des divers groupes rend difficile le surgissement d'une conscience de nationalité partagée au-delà des dialectes régionaux. À Marseille, par exemple, on continue encore la tradition du Felibre Roig, organe du Régionalisme Méditerranéen lié aux ambiances laïques de l'enseignement et dans les moyens syndicalistes et socialistes, exprimées en 1917 dans la revue Le Feu.
En 1923, on fonde à Tolosa la Societat d'Estudis Occitans (SEO) avec Valeri Bernard, Josèp Anglada (1868-1930), philologue et auteur des troubadors, et du grammairien Loïs Alibert (1884-1959), respectivement président et secrétaire général. Ils reçoivent le support de l'Escòla Occitana, dirigée alors par le p. Josèp Salvat, influencés pour l'IEC. On essaie de donner un nouveau statut scientifique à la langue occitane, et unifiant les dialectes en un standard étymologique tout en suivant le modèle de l'IEC et de surpasser ainsi la graphie mistralenca, basée sur le seul provençal et déjà réformée par Perbosc i Estieu en 1899. Depuis 1928 ils reçoivent le soutien de l'imprimeur catalan Josep Carbonell i Ferrer et du Bureau de Relations Méridionales de la Generalitat de Catalunya, grâce à  laquelle sont publiés la Grammaire occitane et en deuxième les parlars lengadocians (1935) d'Alibert, qui vont servir de base pour épurer le reste des dialectes occitans et faire une langue littéraire commune, comme La legenda d'Esclarmonda de Valeri Bernard et de Los saints Evangelis de Juli Cubaines, traduction de la Bible. Les félibres essaient de lui opposer comme alternance la Grammaire istorique depuis des parlers prouvençaux modernes de Juli Rounjat, mais sans succès.
En 1920 la Liga sera aussi formée par la Lenga d'Oc à l'Escòla, avec Joan Bozet, Antonin Perbosc] et J. Bonafòs, universitaires qui critiquent la francisation à outrance. En 1928, Bozet essaie de réformer le gascon conformément aux critères de Perbosc, ce qui l'oblige à tourner avec Simin Palay et Michel Camélat, traditionalistes.
En 1923, la revue Oc du gascon Ismael Girard apparaît (1898-1976) et du médecin Camil Soula (1888-1963), plus tard membre de l'IEC, appelé Groupe de Tolosa. D'esprit ouvert, modernité et liberté de critique, une des plus importantes publications en occitan, influencée jusqu'à 1939 pour l'IEC, et plus tard, quand Fèlis Castanh (1920) en assume la direction pour cause de communisme. Soula a visité Barcelone en 1920 et en revenant fonde la Liga Occitana, Déodat de Séverac (1872-1921) présidée par Antonin Perbosc et le musicien, rattaché à des artistes catalans. Peu après, en mars 1923, s'institue le Comité d'Action depuis Revendications Nationales du Midi, du composé par plusieurs personnalités occitanes et du felibre de différentes tendances, qui feraient un Appel... à la nation occitane, pour la première fois avec un nationalisme occitan doctrinalement défini et montrant une certaine admiration vers l'Irlande, aussi bien qu'une stratégie fédéraliste et une conception du monde sociale populiste. Mais il s'est dissous quelques mois après pour passer à la Ligue pour la Patrie Méridionale-Federation des Pays d'Oc, qui intègre aussi des personnalités de différents points de l'Occitanie. Depuis alors, Oc devient tribune des catalanistes émigrés de l'État Catalan.

En 1925, Jòrdi Rebol (1901- ?) fonde à Marseille l'Action Sociale te Felibrienne Lo Calen (Le foyer), avec le chroniqueur communiste A. Conio et l'industriel Paul Ricard, afin d'éduquer la jeunesse en occitan : ils organisent des cours d'occitan et des voyages d'études. Politiquement, on s'aligne sur les socialistes et les catalanistes de gauches (depuis 1923 on avait ravivé une nouvelle sorte d'amitié occitano-catalane), surtout avec le Centre Catalan de Marseille, fondé en 1931. La Catalogne est l'exemple à suivre, et peu après sont fondées les revues L'Araire (1931-1933) et l'Occitanie (1934-1939), dirigées par Carles Campròs (1908-1995), qui publie en 1935 l'opuscule Pour le champ occitan où est développée une théorie de la nation occitane, avec une stratégie populiste qui rejette la lutte de classes et appelle à l'émancipation coopérative et réformiste du paysan et de l'artisan vers un fédéralisme intérieur à la France, mais un fédéralisme pas du tout capitaliste. En 1935 le Parti Fédéraliste Provençal (PFP) se forme, et va faire campagne pour les élections au sein du Front populaire et définir la Provence comme minorité nationale. Mais ils obtiennent seulement la participation à quelques actes protocolaires de la Mairie de Marseille.
Pour sa part, un autre noyau d'universitaires, à Montpellier, en 1928, essaya de promouvoir des attitudes en faveur de la langue, et cela se reflète comme à Nou Lengadoc (1929-1934), qui fait œuvre de propagande culturelle et publicitaire, mais avec une idéologie qui avait de la force confondue. Ne tournant pas avec les felibres, c'était plus languedociens qu'occitan, et en même temps politiquement neutre. Leur tête, Joan Lesaffre s'inspire du fédéralisme de Brun et de l'autoritarisme de Maurras, mais depuis 1933 se tourne vers le catalanisme. En 1933 il abandonne le groupe, et Nou Lengadoc s'attache au pan-catalanisme occitanisme de la revue Occitanie, qui a des groupes à Marseille, Tolosa et Barcelone. Mais les contacts ne prospèrent pas, surtout à cause de la grande distance, du point de vue organisationnel, des deux nationalismes, mais aussi à cause de la guerre civile espagnole, qui interrompt les contacts, et parce que les catalanistes, mieux organisés, ne veulent pas se soumettre à un vague pan-occitanisme.